# Союз ТМ-3
Союз ТМ-3 е космически кораб от серията „Союз ТМ“.

## Екипажи

### При старта

#### Основен
- Александър Викторенко (1) – командир
- Александър Александров (2) – бординженер
- Мохамед Фарис (1) – космонавт-изследовател

#### Дублиращ
- Анатолий Соловьов – командир
- Виктор Савиних – бординженер
- Мунир Хабиб – космонавт-изследовател

### При кацането
- Юрий Романенко (3) – командир
- Александър Александров (2) – бординженер
- Анатолий Левченко (1) – космонавт-изследовател

## Параметри на мисията
- Маса: 7100 кг
- Перигей: 297 км
- Апогей: 353 км
- Наклон на орбитата: 51,6°
- Период: 91 мин

## Описание на полета
Това е третата експедиция на орбиталната станция „Мир“. Мохамед Фарис е първият сирийски космонавт, той и Лавейкин се завръщат на Земята със спускаемия апарат на "Союз ТМ-2.
По време на полета е изпълнена програма от научно-технически и медико-биологически изследвания, в това число с използване на научното оборудване на астрофизическия модул „Квант“. Осъществени са две излизания в открития космос от станцията „Мир“ за поставяне и развръщане на допълнителни платна слънчеви батерии.